# یاکوب بیرکنز
یاکوب بیرکنز (انگلیسی: Jacob Bjerknes; ۲ نوامبر ۱۸۹۷ – ۷ ژوئیهٔ ۱۹۷۵) دانشمند در زمینه جبهه هوا اهل نروژ بود.
وی همچنین برندهٔ جوایزی همچون نشان ملی علوم، جایزه سازمان بین‌المللی هواشناسی، و کمک‌هزینه گوگنهایم شده‌است.